# Corynomalus humeralis
Corynomalus humeralis is een keversoort uit de familie zwamkevers (Endomychidae). De wetenschappelijke naam van de soort werd in 1861 gepubliceerd door Henry Walter Bates.